# Bangalaia ocellata
Bangalaia ocellata är en skalbaggsart som först beskrevs av Auguste Lameere 1893.  Bangalaia ocellata ingår i släktet Bangalaia och familjen långhorningar.
Artens utbredningsområde är:
- Gabon.
- Sierra Leone.

Inga underarter finns listade.